# Pont-Authou
Pont-Authou är en kommun i departementet Eure i regionen Normandie i norra Frankrike. Kommunen ligger i kantonen Montfort-sur-Risle som tillhör arrondissementet Bernay. År 2022 hade Pont-Authou 580 invånare.

## Befolkningsutveckling
Antalet invånare i kommunen Pont-Authou
Referens:INSEE